# Tantilla coronata
Tantilla coronata – gatunek węża z rodziny połozowatych (Colubridae). Jest endemitem Stanów Zjednoczonych.

## Systematyka
Wedle współczesnej systematyki gatunek należy do rodziny połozowatych. Nie uległa ona w przeciągu ostatnich lat dużym zmianom. Starsze źródła również umieszczają go w tej samej rodzinie Colubridae, choć używają polskiej nazwy wężowate czy też węże właściwe, zaliczanej do infrapodrzędu Caenophidia, czyli węży wyższych. W obrębie rodziny rodzaj Tantilla wchodzi w skład podrodziny Colubrinae.

## Rozmieszczenie geograficzne
Łuskonośny ten żyje w Stanach Zjednoczonych. Występuje w południowo-wschodniej części tego państwa. Jego zasięg występowania obejmuje liczne stany, od Indiany i Kentucky aż do Luizjany, Wirginii i północno-zachodniej Florydy.

## Zagrożenia i ochrona
Liczebność tego gatunku nie została oszacowana, ale prawdopodobnie przekracza 100 000 dorosłych zwierząt, aczkolwiek prowadzony przez niego skryty tryb życia powoduje, że w rzeczywistości może być jeszcze liczniejszy, niż wynika to z jego stwierdzeń. Jego populacja jest stabilna, jedynie na Florydzie negatywnie oddziałują nań zawleczone tam mrówki ogniste.